# 100th Window
100th Window é o quarto álbum de estúdio do grupo britânico de trip hop, Massive Attack.
O álbum contém o participação especial dos músicos Horace Andy, Sinéad O'Connor e Damon Albarn. É o primeiro disco da banda que não contém samplers, além de toques de jazz e jazz fusion.

## Antecedentes
A produção do álbum começou no início dos anos 2000 nos Christchurch Studios em Clifton, Briston. Massive Attack recrutou Lupine Howl para trabalhar no novo álbum. Em uma entrevista de novembro de 2001, o vocalista do Lupine Howl, Sean Cook, descreveu as essões de gravação como "muito experimentais… que essencialmente consistiam em pequenos loops e barulhos que vinham para nossos fones através do computador da sala de controle. Depois teríamos uma jam session tocando em cima desses sons. Às vezes desistiam do loop, às vezes começavam a processá-lo com efeitos, atrasos e coisas assim, para tentar fazer com que mudasse de várias maneiras e ver o que isso faria em termos do nosso trabalho. Eles também tinham uma luz estroboscópica na sala de estar, que controlavam a partir da sala de controle. Eles meio que colocavam isso e a aceleravam para ditar a intensidade e tentavam afetar a maneira como tocávamos com a iluminação. Foi muito divertido; nós fizemos algumas coisas boas. Quero dizer, horas e horas de coisas, que eles pegaram de volta, cortaram, arrumaram e retrabalharam."

Em julho de 2002, Del Naja declarou que a banda estava "muito infeliz com o resultado final" e que tinham descartado a maioria do material escrito até aquele momento. Como resultado, Lupine Howl não foi creditado em nenhuma das colaborações no álbum lançado. No entanto, uma música dessas sessões, "Nature of Threat", foi disponibilizada para download no site do Massive Attack.
| Críticas profissionais                                                      | Críticas profissionais |
| Avaliações da crítica                                                       | Avaliações da crítica  |
| Fonte                                                                       | Avaliação              |
| --------------------------------------------------------------------------- | ---------------------- |
| allmusic                                                                    | [ 2 ]                  |
| IGN                                                                         | (8.8/10)               |
| Pitchfork Media                                                             | (5.1/10)               |
| Robert Christgau                                                            | [ 5 ]                  |
| Rolling Stone                                                               | [ 6 ]                  |
| Esta tabela precisa de ser acompanhada por texto em prosa. Consulte o guia. |                        |

## Faixas
1. "Future Proof" (vocal: 3D) - 5:37
2. "What Your Soul Sings" (vocal: Sinéad O'Connor) - 6:37
3. "Everywhen" (vocal: Horace Andy) - 7:37
4. "Special Cases" (vocal: Sinéad O'Connor) - 5:09
5. "Butterfly Caught" (vocal: 3D) - 7:33
6. "A Prayer for England" (vocal: Sinéad O'Connor) - 5:44
7. "Small Time Shot Away" (vocal: 3D & Damon Albarn) - 7:57
8. "Name Taken" (vocal: Horace Andy) - 7:47
9. "Antistar" (vocal: 3D) - 8:17
10. "hidden track" - (instrumental)

## Créditos
- Robert "3D" Del Naja
- Neil Davidge
- Horace Andy - Vocal
- Sinéad O'Connor - Vocal
- Alex Swift - Programação adicional e teclados
- Angelo Bruschini - Guitarras
- Jon Harris - Baixo
- Damon Reece - Bateria
- Stuart Gordon - Violino
- Skaila Hanka - Harpa
- Craig Pruess - Condução de cordas